# Yves Dimier
Pour les articles homonymes, voir Dimier.
Yves Dimier, né le 25 juillet 1969 à Saint-Jean-de-Maurienne, est un skieur français. Il a été membre des équipes de France de ski alpin de 1987 à 1999.

## Biographie
Yves Dimier est membre de l'équipe de France de ski alpin à partir de 1987. Il effectue un premier départ en coupe du monde le 9 janvier 1993, à Garmisch-Partenkirchen. C'est dans la même station qu'il décroche son premier podium en coupe du monde le 8 janvier 1995, avec une 3e place. Il complètera son  palmarès par une autre 3e place à Bormio le 19 mars 1995 et une 2e place à Madonna di Campiglio la saison suivante. Yves Dimier a également été 3e au classement général de la coupe d'Europe en 1994, et champion de France de slalom en 1995.
À l'annonce de sa fin de carrière de sportif, il rejoint le groupe français de ski Dynastar en tant que responsable du service course. Sa carrière sera marquée par la médaille d'or de Jean-Pierre Vidal aux JO de Salt Lake City en 2002.
De 2006 à août 2010, il est nommé directeur technique alpin à la Fédération française de ski.
Michel Vion, élu en juin 2010 président de la Fédération française de ski (FFS), a annoncé lors du premier comité directeur à Annecy la suppression du poste du directeur technique du ski alpin (DTA), occupé jusqu'alors par Yves Dimier. Ce dernier occupe désormais le poste de responsable du ski alpin au sein du comité organisateur des Jeux olympiques de Sotchi de 2014.
Yves Dimier est directeur de la station de Val Cenis, depuis avril 2014.

## Palmarès

### Coupe du monde
- Meilleur résultat : 2e au slalom de Madonna di Campiglio (Italie) le 19 décembre 1995
- 8e de la Coupe du monde de slalom et 25e du classement général en 1995-1996

| Année/Classement | Général | Général | Géant  | Géant  | Slalom | Slalom |
| ---------------- | ------- | ------- | ------ | ------ | ------ | ------ |
| Année/Classement | Class.  | Points  | Class. | Points | Class. | Points |
| 1993             | 128e    | 10      |        |        | 50e    | 10     |
| 1994             | 67e     | 85      |        |        | 21e    | 85     |
| 1995             | 32e     | 228     | 38e    | 16     | 12e    | 212    |
| 1996             | 25e     | 281     | 29e    | 39     | 8e     | 242    |
| 1997             | 61e     | 100     | -      | 0      | 22e    | 100    |
| 1998             | 78e     | 52      |        |        | 29e    | 52     |
| 1999             | 82e     | 43      |        |        | 33e    | 43     |

#### Performances générales en Coupe du monde
| Résultat  | Géant | Slalom | Total |
| --------- | ----- | ------ | ----- |
| 1re place | -     | -      | -     |
| 2e place  | -     | 1      | 1     |
| 3e place  | -     | 2      | 2     |
| Top 10    | -     | 6      | 6     |
| Top 30    | 6     | 25     | 31    |
| Autres    | 8     | 17     | 25    |
| Départs   | 14    | 51     | 65    |

### Jeux olympiques d'hiver
| Épreuve / Édition | Lillehammer 1994 |
| Slalom            | 16               |

### Championnats du monde
| Épreuve / Édition | Sierra Nevada 1996 | Sestrières 1997 | Vail 1999 |
| ----------------- | ------------------ | --------------- | --------- |
| Slalom            | DSQ1               | 10e             | 17e       |
| Combiné           | 10e                | 9e              | 8e        |

### Championnats du monde juniors
Yves a participé à une édition des Championnats du monde juniors en 1987.
| Épreuve / Édition              | Slalom | Géant |
| ------------------------------ | ------ | ----- |
| Mondiaux 1987 Sälen / Hemsedal | 17e    | 53e   |

### Coupe d'Europe
- 3e du classement général en 1994
- 1 victoire : Serre Chevalier (Géant) (1995)
- 4 podiums au total

### Championnats de France
- Champion de France de Slalom en 1993 et 1995
- Champion de France du Combiné en 1994 et 1995
- Vice-Champion de France de Slalom en 1998, 3e en 1999